# Meta (Olaszország)
Meta község (comune) Olaszország Campania régiójában, Nápoly megyében.

## Fekvése
Nápolytól 25 km-re délkeletre található.

## Története
Történelme szorosan összefügg a Sorrentói Hercegség, valamint Nápoly történetével. Noha sokkal ősibb alapítású, az első írásos emlékek létezéséről a 7. századból származnak. Igazán fontos szerephez azután jutott, hogy I. Ferdinánd Sorrento közigazgatási területét ennek falai közé szorította vissza, a környező vidék felett pedig Meta és Piano uralkodhattak. Ennek következtében a sorrentói nemesség gyakran megtagadta létezésüket a királyi tanácsokban. 1541-ben Sorrentóval közösen, súlyos áldozatok árán sikerült visszavernie a törökök invázióját. 1656-ban Metán is átvonult a Nápolyi Királyságot súlytó pestisjárvány. 1819-től hivatalosan is önálló község. 1927-ben Sorrentóval és Piano di Sorrentóval egy közös települést alkotott, amely 1946-ig létezett. Ezután ismét önálló lett. 

## Népessége
A népesség számának alakulása:

## Főbb látnivalói
- Villa Martini – a 18. században épült nemesi palota kápolnával és hatalmas istállóval.
- Madonna dell’Assunta – 17. századi templom
- Santa Maria delle Grazie – 18. századi templom